# 짐승이 될 수 없는 우리
《짐승이 될 수 없는 우리》는 2018년 10월 10일부터 12월 12일까지 닛테레계의 수요드라마로 방송되었다. 주연은 아라가키 유이, 마츠다 류헤이의 두 명이며, 약칭으로 케모나레라고 불린다.

## 개요
인생이 꼬일 대로 꼬여버린 두사람이 어느날 바에서 만난다. 서로 잘 알지 못하는 사이기에 속마음을 서스럼없이 털어놓는데 상처 받으면서도 꿋꿋히 나아가는 두 사람의 모습을 때로는 애달프게 때로는 사랑스럽게 그려낸 로맨스 코미디.

## 등장인물

### 주연
신카이 아키라(深海晶)
- 배우 : 아라가키 유이(新垣結衣)
- 직업 : EC(전자상거래) 사이트 구축회사 츠쿠모 크리에이트 재팬(TCJ)의 영업 어시스턴트
- 성격 : 항상웃는 얼굴에 거절 못하는 성격, 누구라도 좋아하고 누구에게나 사랑받는 여자
- 특이점 : 그녀의 거짓웃음 뒤에 끊임없이 까아져 내려가는 그녀의 멘탈. 진짜 사랑이 하고 싶다.

네모토 코우세이(根元恒星)
- 배우 : 마츠다 류헤이(松田龍平)]
- 직업 : 개인사무소의 회계사
- 성격 : 첫만남은 매우 젠틀해보이지만 실상은 독설을 입에 품은 남자
- 특이점 : 나말고 다른 사람은 신용할 수 없어. 무방비하게 다가오는 사랑을 받아들일 만큼 바보는 아니야.

### 조연
하나이 쿄우야(花井京谷)
- 배우 : 다나카 케이(田中圭)
- 직업 : 대기업 개발사 근무
- 성격 : 상냥하고 옆에 두고 싶은 남자 하지만 우유부단함
- 특이점 : 아키라의 현 남자친구, 전 여친과 동거중

나가토 슈리(長門朱里)
- 배우 : 쿠로키 하루(黒木華)
- 직업 : 백조
- 성격 : 음울하고 소심함
- 특이점 : 전남자친구집에 얹혀살고 있음. 아키라의 스트레스 최대원인

타치바나 쿠레하(橘呉羽)
- 배우 : 키쿠치 린코(菊地凛子)
- 직업 : 브랜드 디자이너
- 성격 : 야성미 넘치는 여자
- 특이점 : 코우세이랑 썸타고 있다가 갑자기 결혼을 함

#### TCJ 관계자
츠쿠로 켄지(九十九剣児)
- 배우 : 야마우치 타카야(山内圭哉)
- 위치 : 사장

우에노 하츠(上野発)
- 배우 : 이누카이 아츠히로(犬飼貴丈)
- 위치 : 무기력한 신입 영업

마츠토야 유메코(松任谷夢子)
- 배우 : 이토 사이리(伊藤沙莉)
- 위치 : 영업부 직원

사쿠마 츄사쿠(佐久間久作)
- 배우 : 콘도 코엔(近藤公園)
- 위치 : SE 팀 리더

#### 그 외
하나이 치하루(花井千春)
- 배우 : 다나카 미사코(田中美佐子)
- 성격 : 활달하고 아키라와 잘 지내려고 노력함
- 관계 : 쿄야의 어머니

타클라마칸 사이토(タクラマカン斉藤)
- 배우 : 마츠오 타카시(松尾貴史)
- 관계 :크래프트 비어 바 「5 tap」(파이브 탭)의 오너 겸 점장

오카모치 사부로(岡持三郎)
- 배우 : 이치노세 와타루(一ノ瀬ワタル)
- 관계 : 근처 라멘가게의 점원

## 스태프
- 극본 - 노기 아키코
- 음악 - 히라노 요시히사(내추럴나인)
- 주제가 - Aimyon - 오늘밤 이대로(今夜このまま) (unBORDE/WARNER MUSIC JAPAN)
- 삽입곡 - 비케블랑카(ビッケブランカ) - 새하얀(まっしろ) (avex trax)
- craft beer 협력 - 이와사키 카즈피로
- 스탬프 크리에이터 - 유카와 요우스케
- 공인회계사 및 세무사 감수 - 야나기사와 레이
- 의료감수 - 하라 요시아키
- EC사이트 및 어플 감수 - i-enter corporation
- 책임프로듀서 - 니시 노리히코
- 프로듀서 - 마츠모토 쿄코, 오오즈카 에이지(케이팩토리)
- 협력프로듀서 : 스즈키 아키노
- 연출 - 미즈타 노부오, 아이자와 준, 아카시 히로토
- 제작협력 - 케이팩토리
- 제작사 - 닛테레

## 시청률
| 회차               | 부제                                                                                                 | 시청률 |
| ------------------ | --- | ------ |
| 제1회              | 속마음을 말할 수 없는 어른의 사랑이 움직이기 시작해... 참을만 할 것같은 미치광이 여자 vs 독설남      | 11.5%  |
| 제2회              | 반격 개시!! 일도 사랑도, 나 변하고 싶어                                                              | 8.5%   |
| 제3회              | 오늘 밤 사랑의 짐승이 움직이기 시작해!! 사과하면 괜찮다고 생각하지 말아라! 싸움과 유혹과 충격의 키스 | 8.1%   |
| 제4회              | 스마트폰을 떨어드린 그의 비밀.. 설마했던 배신에 그녀 폭발 충격의 역습 시작!                          | 6.7%   |
| 제5회              | 전 여친과 직접대결 헤어질 생각 있나요? 바보가 되어본 밤, 흔들흔들 움직이는 사랑노래                  | 8.3%   |
| 제6회              | 충격의 키스의 밤! 사나운 사랑의 짐승들 위장결혼의 슬픈 진실...그래도 좋아했어                        | 10.0%  |
| 제7회              | 귀엽지 않은게 뭐가 문제야! 속마음을 그에게 부딪힌 날... 다람쥐 쳇바퀴 같은 사랑에 큰 결단이          | 8.6%   |
| 제8회              | 새로운 사랑이 움직이기 시작한다! 어설픈 짐승이 요즘 깨닫는 연정                                      | 9.9%   |
| 제9회              | 그냥 술친구? 아니면? 흔들리는 연정 ... 상처 입은 그녀와 그가 더 그렇게 운명의 하룻밤                 | 7.1%   |
| 최종회             | 함께하자! 사랑일지도 모르는 이야기 드디어 완결.. 정말 소중한 사람을 알아보는 날                      | 8.3%   |
| 평균 시청률 : 8.8% | |        |